# Technique du vitrail au Moyen Âge

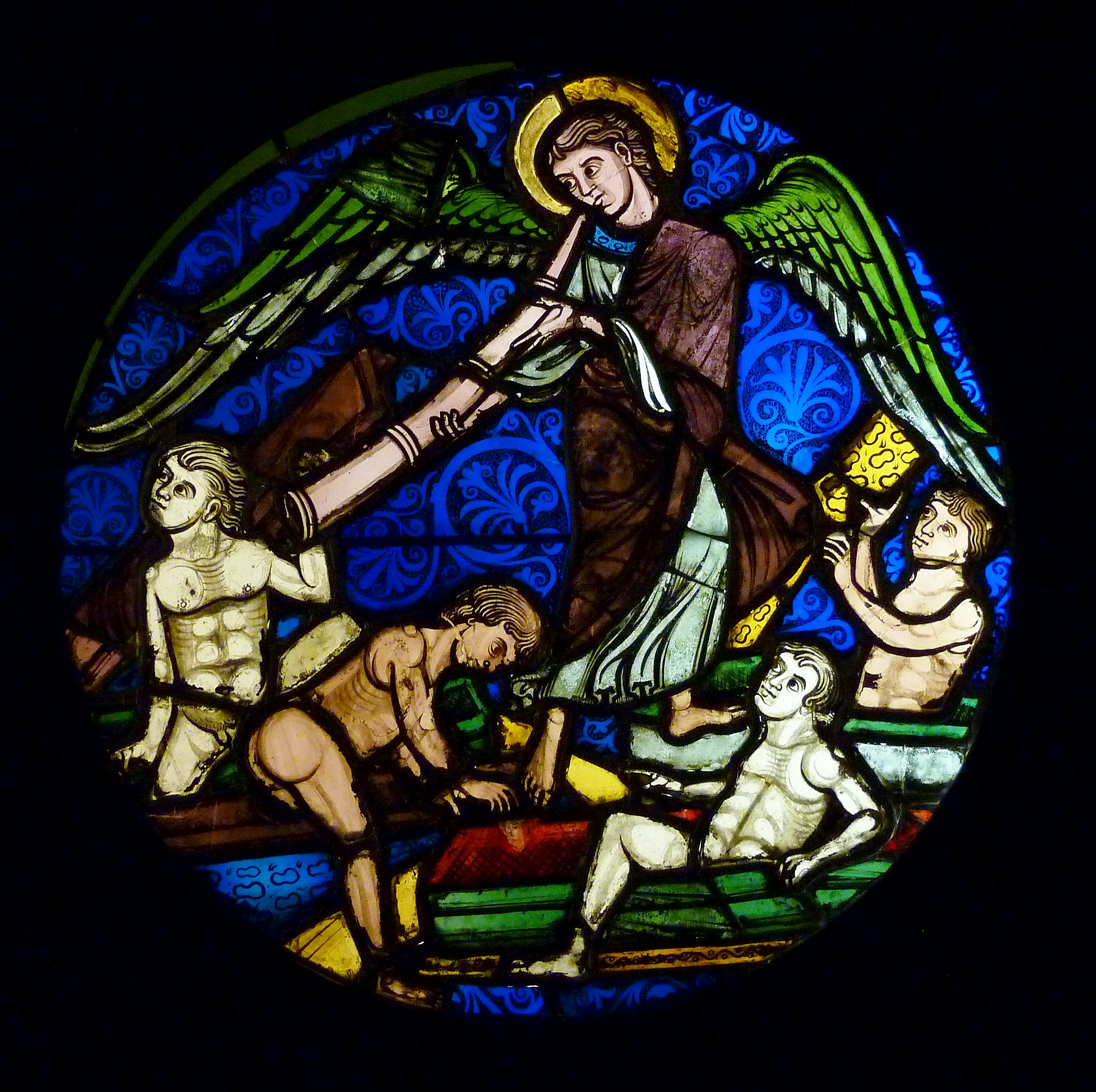
Vitrail de la Sainte-Chapelle, 1243-1248. Musée National du Moyen Âge, Hôtel de Cluny, Paris, France.

Au Moyen Âge, la technique du vitrail consiste en une composition formée de plusieurs pièces de verre maintenues par un réseau de plomb. Il n'y eut d'abord qu'une seule couleur par morceau de verre. Celui-ci était fixé dans les fenêtres par des tiges métalliques. Les vitraux ont d’abord constitué un élément pratique correspondant à la simple fermeture des fenêtres, ils prendront un rôle plus décoratif par la suite.

## Préparation du vitrail: premières étapes
On utilise le verre dès l'époque romaine à l’embellissement des villas et maisons mais le vitrail est caractéristique du Moyen Âge. Les vitraux se développent dès l'époque paléochrétienne avec la technique de la transenne, élément d'architecture dans lequel on insérait des morceaux de verre coloré ou d’albâtre translucide maintenus par un réseau de plâtre ou de stuc. Les éléments qui remontent au VIe siècle, sont des verres incolores avec une grisaille peinte comme la tête de Christ entre l'alpha et l’oméga de Sainte-Vitale de Ravenne. Nous n'avons que des éléments épars pour ces hautes époques comme les pièces de verre peint de la cathédrale de Reims mais ils ne sont pas conservés. Le fragment de verre peint le plus ancien encore conservé se trouve dans l'église paroissiale Saint-Martin (de) de Lorch en Allemagne. Il représente une tête de saint peinte en partie en grisaille pour les lignes de force du visage et un nimbe réalisé dans des éléments de verre bleu ciel. Les plus anciens vitraux encore conservés se trouvent également en Allemagne, dans la cathédrale Notre-Dame d'Augsbourg, ces vitraux sont encore en place et datent du XIIe siècle.

### Technique de fabrication
La technique de fabrication du verre est apparue dès l'Âge du bronze mais elle était alors limitée car elle demande un savoir-faire assez complexe. La première source écrite en rapport avec la fabrication du verre remonte à l'Histoire Naturelle de Pline. Pour obtenir une pâte, Pline préconise l'usage de silice et de nitre. Le point de fusion entre la silice et le nitre est atteint autour de 1 000 à 1 500 °C et on obtient alors le fondant qui est la potasse. On ajoutait souvent à la potasse des cendres végétales ou du verre brisé que les artisans appellent fritte. Cette technique aboutit au verre dit verre potassique, matériau très fragile. Dans son traité, Théophile conseille la recette suivante : deux tiers de cendres, un tiers de sable et ajout du « fritte » pendant la cuisson. Le verre potassique étant fragile, il est souvent très épais au début du Moyen Âge, donc plus ou moins transparent et il devient verdâtre.

### La coloration du verre

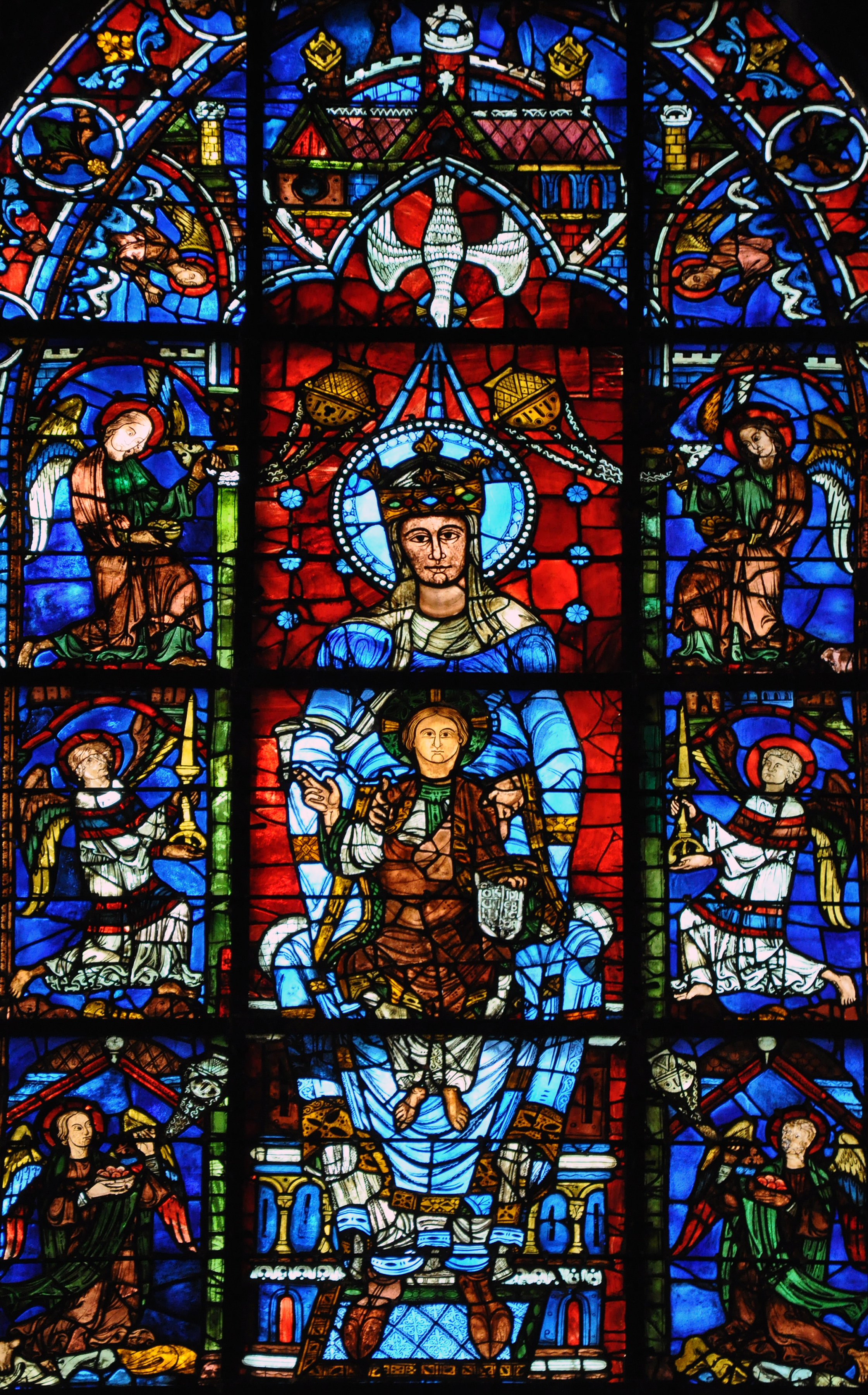
Notre-Dame de la Belle Verrière illustre la différence entre le bleu de cobalt du centre et le bleu de manganèse de la périphérie.

Au Moyen Âge, le verre est teint dans la masse en cours de fusion. On introduit un ou plusieurs agents colorants, en général des oxydes métalliques dans la pâte avant le refroidissement et la vitrification.
- Pour le verre bleu, on introduit du cobalt  ou du safre, deux éléments chers que l'on fait venir d'Allemagne ou de Chine[8]
- Le verre rouge est obtenu par l'introduction d'oxyde de cuivre calciné. Celui-ci a tendance à rendre le verre opaque et ne laisse pas passer la lumière. Pour remédier à ce problème, on utilise plusieurs techniques. On met une plaque fine de verre rouge sur du verre incolore. Une autre technique consiste à mélanger du verre blanc[9] avec l'oxyde de cuivre calciné, dont les proportions sont plus ou moins régulières. On obtient alors un rouge homogène ou un rouge hétérogène qui permet des dégradés plus ou moins forts de rose pourpré. Le rouge hétérogène était utilisé en particulier pour faire des effets précis comme, par exemple, un « effet incendie »[10].
- Le verre vert est obtenu avec du fer[11].
- Le verre jaune est obtenu avec du manganèse.

Au Moyen Âge on ne mélange pas les couleurs et on ne trouve qu'une couleur par morceau de verre. Cela change à la Renaissance. De manière générale, les couleurs n'étaient jamais tout à fait homogènes.

### Obtenir des plaques ou feuilles de verre
Il existe deux grandes techniques pour obtenir des plaques de verre, la technique antique par coulage, et le soufflage qui se développe principalement au Moyen Âge.
- Le coulage est la technique antique qui consiste à étaler le verre sur une dalle alors qu'il est encore en fusion et donc mou. Cette technique ne permet pas d'effectuer des formes très régulières, elle ne sera pas poursuivie au Moyen Âge.
- Le soufflage est effectué selon deux techniques, soufflage en manchon (ou tableau) et soufflage en couronne ou cive[12].

Le manchon est la plus ancienne technique décrite par le moine Théophile. Le verrier prend une boule de paraison (masse de verre) au bout de sa canne puis il souffle en tournant sa canne, donnant à la paraison une forme de bouteille qui devient un cylindre assez régulier. On détache ensuite ce cylindre de la canne et, comme le verre est encore mou, on peut inciser le cylindre, obtenant ainsi une plaque, qui est assez épaisse au Moyen Âge.
La cive consiste à souffler directement un « plateau » de verre. Le départ de l'opération est à peu près le même que précédemment sauf qu'en soufflant, le verrier cherche plutôt à faire apparaître une sphère. Une fois soufflé, on place le pontil en face et on enlève la canne. Le creux laissé par la canne permet à l'air de s'engouffrer et en continuant à tourner le verre s’aplatit et on obtient un disque. Enfin, on détache le pontil.
Au Moyen Âge, ces deux techniques sont utilisées de manière contemporaine. Les grands centres de verrerie en France se trouvent en Normandie (où l'on privilégie la technique de la cive) et en Lorraine (préférence pour le manchon). En général, le monteur du vitrail achète son verre tout prêt dans des verreries.

## La réalisation de la maquette et du carton
La maquette est le modèle, le dessin du vitrail, souvent utilisé pour présenter le projet au commanditaire afin qu'il donne son accord ou au contraire exige des changements. Il s'agit d'une esquisse. Il est certain que les verriers médiévaux recouraient à des carnets de modèles.
Le Carton est un document de travail qui ne sert qu'au maître verrier. Il y reproduit le vitrail grandeur nature, à l'échelle. Il travaille ensuite son vitrail avec le carton sous les yeux. Pour cela, le maître doit avoir les mesures précises de la fenêtre où ira le vitrail. Pour les formes plus difficiles comme les rosaces, on utilisait des gabarits en bois, en parchemin ou en tissu.

### La maquette

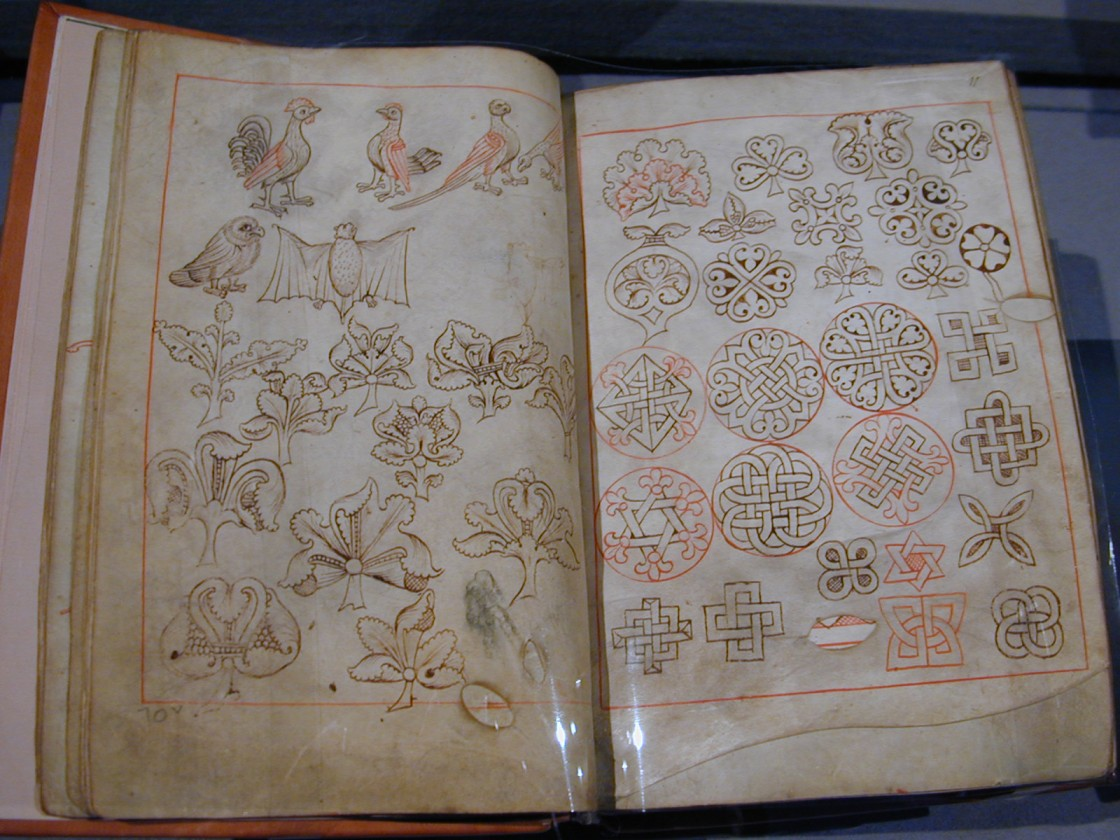
Double page du Reiner Musterbuch, carnet de modèles de verriers pour l'ordre cistercien, XIIIe siècle, Autriche.

Il ne reste presque plus de carnets de modèles du Moyen Âge, mais on peut les appréhender à travers les vitraux, on y voit le même personnage réutilisé. Cependant, on possède encore un carnet de modèles à l'usage des moines cisterciens. Ceux-ci exigeaient de la simplicité, n'ayant pas le droit, selon leur dogme, à des éléments figuratifs. Donc, pour ne pas transgresser les règles de l'ordre, des carnets de modèles spécifiques devaient circuler tels que le Reiner Musterbuch, découvert en Autriche. La plupart du temps ces carnets de modèles contenaient des dessins abstraits pouvant convenir à tous comme des palmettes, des rinceaux, des entrelacs, motifs que l'on peut admirer par exemple à l'abbaye cistercienne de Pontigny en Bourgogne (France). À Saint-Étienne d'Aubazines en Corrèze, en Allemagne, sur les pavements de l'abbaye de Saint-Hilaire à Venise (it), on retrouve le même type de dessins.
Néanmoins, le modèle reste une première esquisse, une ébauche, il peut connaître des variantes. On possède de rares exemplaires plus anciens, la majorité des esquisses sont du XVIe siècle. La plus ancienne conservée date du XIVe siècle et est conservée à Stuttgart en Allemagne. Sur ces esquisses il n'y a aucune indication des réseaux de plomb, juste des essais préparatoires.
Le maître verrier propose ces essais au commanditaire qui fixe les modèles choisis. En effet, quand la commande est une crucifixion, modèle courant, le verrier à en général une esquisse à portée de main, mais quand il s'agit d'une vie de saint, elles ne sont pas toujours connues de tous. Dans ce cas, ce sont les commanditaires (un chanoine, un abbé, etc.) qui élaborent et fixent le programme iconographique. Ainsi le maître verrier n'est pas forcément l'auteur du dessin, on peut lui en fournir. À partir de la fin du Moyen Âge, on imprime des recueils de dessins où les scènes sont consignées précisément. Souvent, les vitraux sont très proches de ces dessins préparatoires mais parfois ils s'en éloignent, parfois on retrouve l'attitude du personnage, mais son vêtement diffère par exemple. Le deuxième concile de Nicée avait tranché sur la question dès le VIIIe siècle :
« La composition des images religieuses n'est pas laissée à l'inspiration des artistes, elle relève des principes posés par l’Église et la tradition religieuse. »

### Le carton
Une fois que la maquette est arrêtée, le maître verrier réalise le carton, le dessin grandeur nature. Tout y est représenté, le dessin, les couleurs, les liens de plomb et l'armature métallique. De plus, le carton est à l'échelle exacte de la fenêtre et est destiné uniquement au maître verrier. Il peut donc comporter des codes ou des annotations qui lui sont propres que Théophile conseille dans son traité, par exemple utiliser V  pour vert.
Au XIIe siècle, le maître verrier travaille sur une large table en bois qui doit nécessairement faire le double du panneau de verre. Le carton peut également être tracé sur cette table du verrier à l'aide d'une craie. Mais dès la fin du XIIe siècle, les cartons sont réalisés sur des supports indépendants donc plus maniables comme des parchemins, des planches de bois ou du tissu. On possède très peu de ces cartons car ils ne sont utilisés qu'une seule fois.

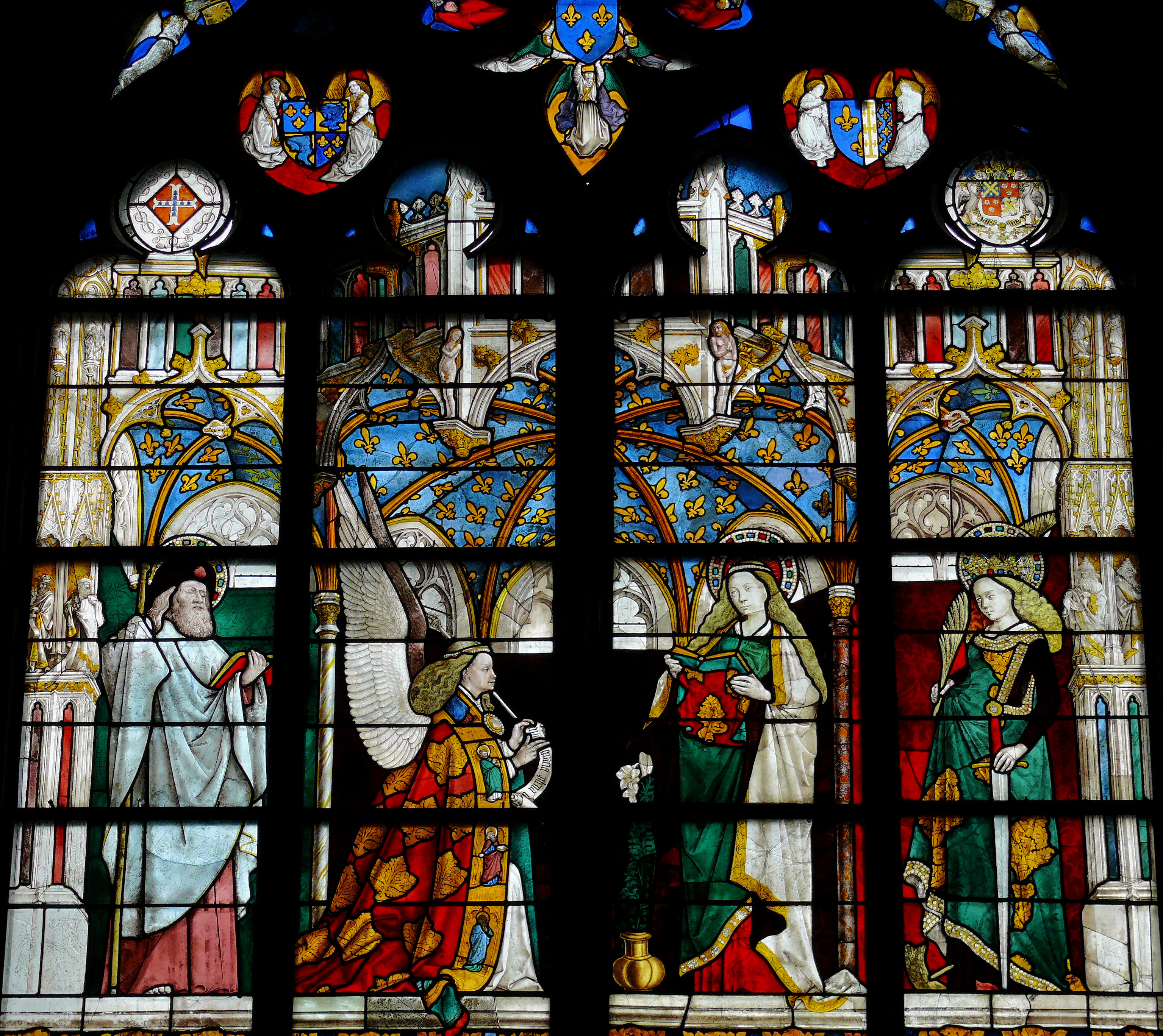
L'Annonciation, Vitrail de la chapelle Jacques-Cœur. Cathédrale de Bourges.

À la fin du Moyen Âge, quand la peinture prend de l'importance, certains grands peintres réalisent eux-mêmes des cartons de vitraux. Aux XVe et XVIe siècles, à la Renaissance avec l'émergence de l'artiste, les grands peintres s'illustrent sur les vitraux, c'est le cas de Jean Fouquet par exemple. À la cathédrale de Bourges, Jacques Cœur fait faire un vitrail pour sa chapelle et fait appel à un peintre qui fournit un carton d'une très grande qualité.
Au Moyen Âge les fenêtres sont divisées en lancettes, chaque lancette comportant un personnage, il fallait donc les traiter une par une. Ici, sur les vitraux de la chapelle Jacques-Cœur, le peintre dépasse ces clivages techniques et réalise une composition traitée comme une grande peinture.

Les verriers sont organisés en corporations de verriers, il existe également des familles qui gardent jalousement un haut savoir-faire de verrier et de peintre, comme la famille Portal ou Godoffre dans la Toulouse du XVIe siècle.

## Préparation du Vitrail: étapes suivantes

### La coupe du verre

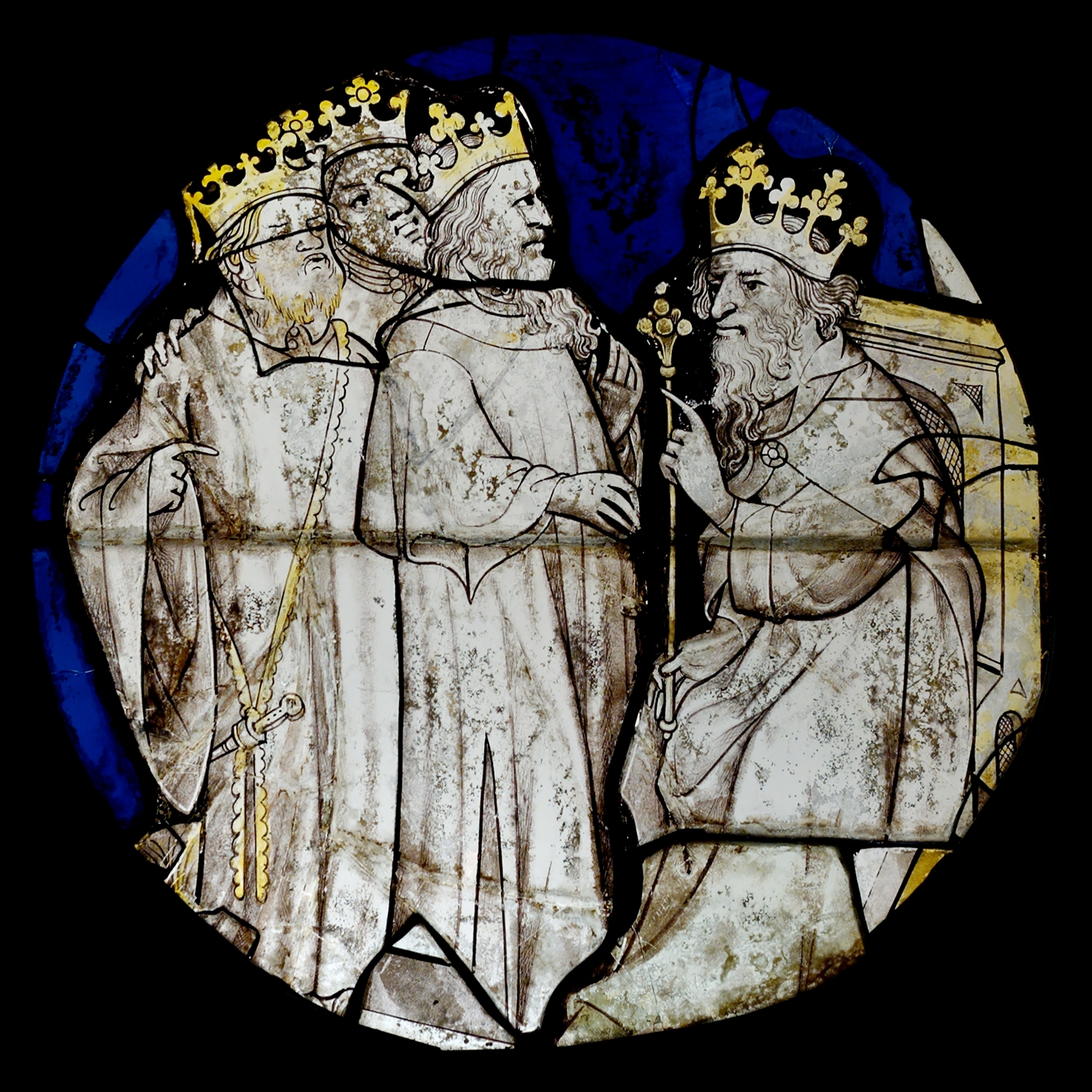
Verres colorés et grisaille représentant les mages devant Hérode, France, début du XVe siècle.

C'est le maître verrier qui choisit des feuilles de verre parmi un stock de feuilles de couleur. Dans la feuille choisie selon sa nuance, il coupe les formes nécessaires. Pour ce faire, il place sa feuille sur une forme et décalque le tracé à l'aide d'une pointe directement sur la plaque de verre. L'opération est délicate, en effet, la coupe du verre au diamant est une technique employée uniquement à partir du XVe - XVIe siècle. Auparavant (XIIe au XIVe siècle), on coupe le verre par chocs thermiques en promenant un fer rouge sur le tracé des contours de la forme. Ensuite on jette l’élément dans l'eau glacée pour que le verre se casse. Cette cassure n'est jamais nette, il faut ensuite reprendre la pièce au grugeoir, ou à la pince à gruger.

### La peinture de la pièce
Après avoir découpé toutes les pièces nécessaires, on repeint par-dessus le modelé des personnages. La pièce de verre, d'une seule couleur, doit être repeinte pour représenter le modelage des visages ou des détails. Au XIIIe siècle, on utilise une seule peinture monochrome avec différentes nuances allant du noir au brun, c'est la grisaille. La texture de cette grisaille ne varie pas, c'est celle préconisée par Théophile, la « recette » du XIIe siècle. La grisaille se compose de trois éléments :
- Un colorant (oxyde de cuivre ou de fer). Ces oxydes sont broyés en poudre et brûlés dans un creuset, c'est ce qui donne cette teinte grisâtre.
- Le fondant ou la fritte obtenu avec des morceaux de verre pilé, servant à faire tenir la grisaille pendant la cuisson.
- Un liant enfin, qui permet de travailler le mélange en le fluidifiant. Pour cela, Théophile préconise un liquide un peu acide comme le vinaigre, le vin ou la gomme arabique[21].

La pâte est plus ou moins liquide selon les différents diluants utilisés, elle peut être très noire ou plus brune. La grisaille permet majoritairement le tracé des contours. Théophile préconise de l'appliquer en trois couches différentes :
- Une première grisaille très diluée sur le verre, en lavis. Avec un chiffon, on enlève les parties qui doivent rester à la lumière, c'est la technique des enlevés.
- On applique alors une deuxième teinte plus foncée pour les modelés et les ombres.
- Enfin, la troisième couche de grisaille pour les traits plus noirs et plus épais des contours.

On retrouve ce procédé, très long à réaliser, sur beaucoup de vitraux romans. Au XIIIe siècle, quand la production augmente, on accélère le procédé, l'étape une et deux de Théophile sont réalisées en même temps, on ne voit donc plus que deux nuances de grisaille sur les vitraux.

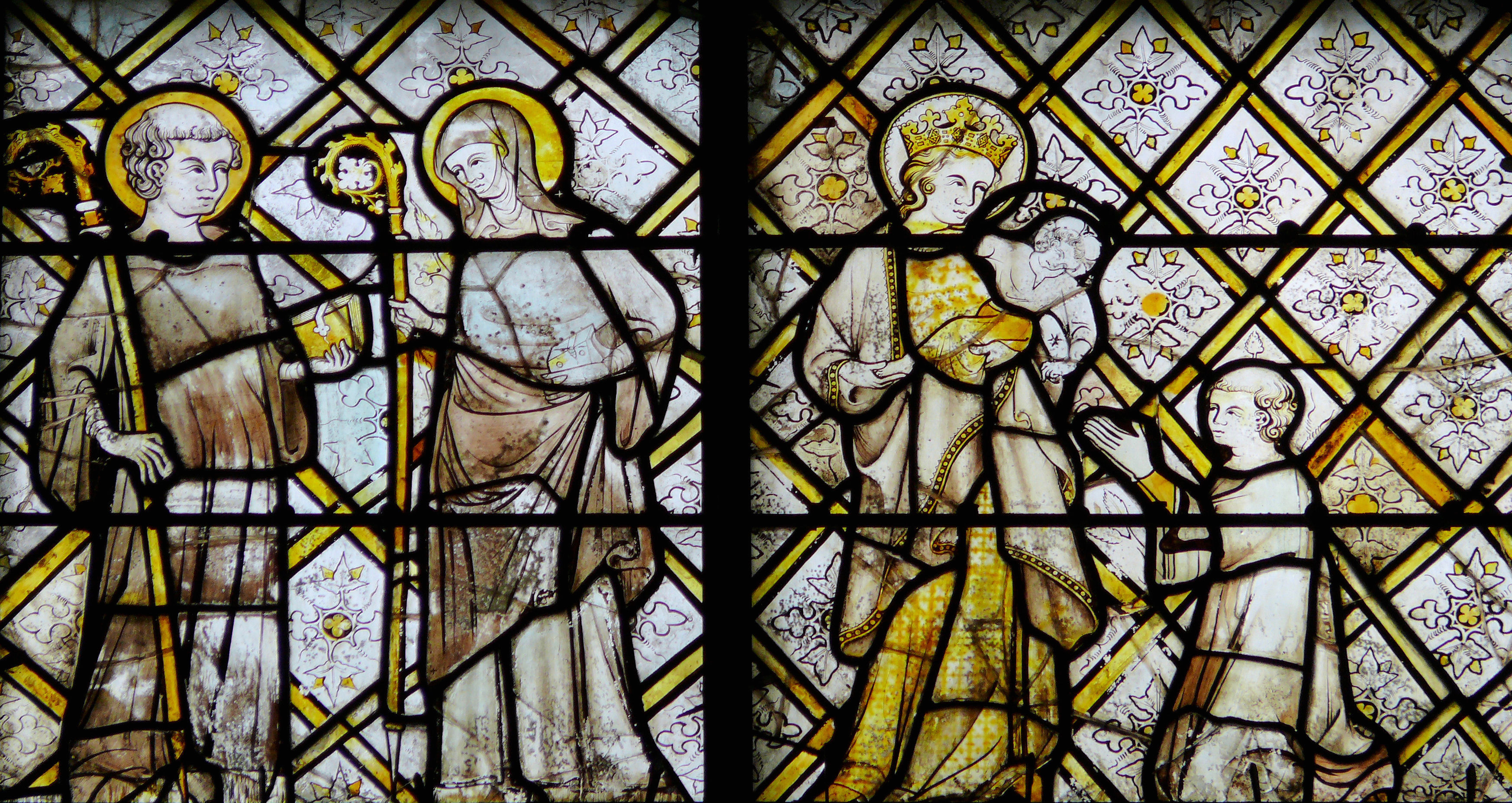
Grisaille et jaune d'argent. Vie de Saint-Apollinaire, Transept, cathédrale de Chartres.

Pour appliquer la grisaille sur le verre, le maître utilise des pinceaux assez fins en poils d'écureuil, ou un peu plus large en poils de blaireau. À la fin du XIVe siècle, on l'applique avec de petites brosses en bronze en tapotant la grisaille, ce qui provoque une répartition inégale. On utilise également des pinceaux en poils de putois, ce que les historiens de l'art ont appelé « l'effet putoisé », permettant de faire des nuances plus ou moins foncées. Dès les XIIe – XIIIe siècles, la technique des enlevés se fait à l'aide d'un chiffon, aux XVe – XVIe siècles, on utilise une plume ou une aiguille pour les traits fins.
La grisaille s'applique en principe sur la face intérieure du verre. Mais parfois, pour des effets de volume, on applique des effets de grisaille à l'extérieur en quelques rehauts.
Jusqu'à la fin du XIIIe siècle, on ne pouvait avoir qu'un morceau de verre d'une seule couleur avec un seul trait de grisaille plus ou moins foncé. Au début du XIVe siècle, grâce à l'invention du jaune d'argent, les choses changent. Il s'agit d'une nouvelle teinte que l'on place le plus souvent à l'extérieur et qui est obtenue avec du sel d'argent mélangé à un liant. On en a un bel exemple, le plus ancien, sur un vitrail représentant un donateur agenouillé devant saint Pierre dans l'église Saint-Pierre du Mesnil-Villeman dans la Manche. Cette couleur n'a pas besoin de fondant, elle se fixe par cémentation et pénètre dans le verre pendant la cuisson. De plus, il ne s'agit pas d'une teinte brunâtre comme la grisaille mais vraiment d'un colorant. Quand le jaune d'argent pénètre dans le verre, il en change la couleur, il est souvent utilisé pour les verres incolores. Grâce à cette technique, on peut obtenir deux couleurs différentes (teintes allant du jaune pâle à l'orangé) sur un même panneau de verre sans utilisation des plombs. Le jaune d'argent peut également être utilisé sur des pièces de verre colorées. Il s'agit d'une grande innovation qui, même si les plus anciens témoignages conservés sont en Normandie, viendrait des verriers de Paris.

### La cuisson des verres peints
Après avoir peint, il faut fixer la peinture sur la pièce de verre par la cuisson. On l'a vu, la grisaille se fixe grâce au fondant et le jaune d'argent par cémentation. Les pièces de verre sont placées dans un four, sur un sol de dalles d'argile avec de la chaux, que l'on fait monter à 600 °C. Au préalable, le maître verrier a peint de petits symboles sur les pièces pour savoir où elles vont dans sa composition.

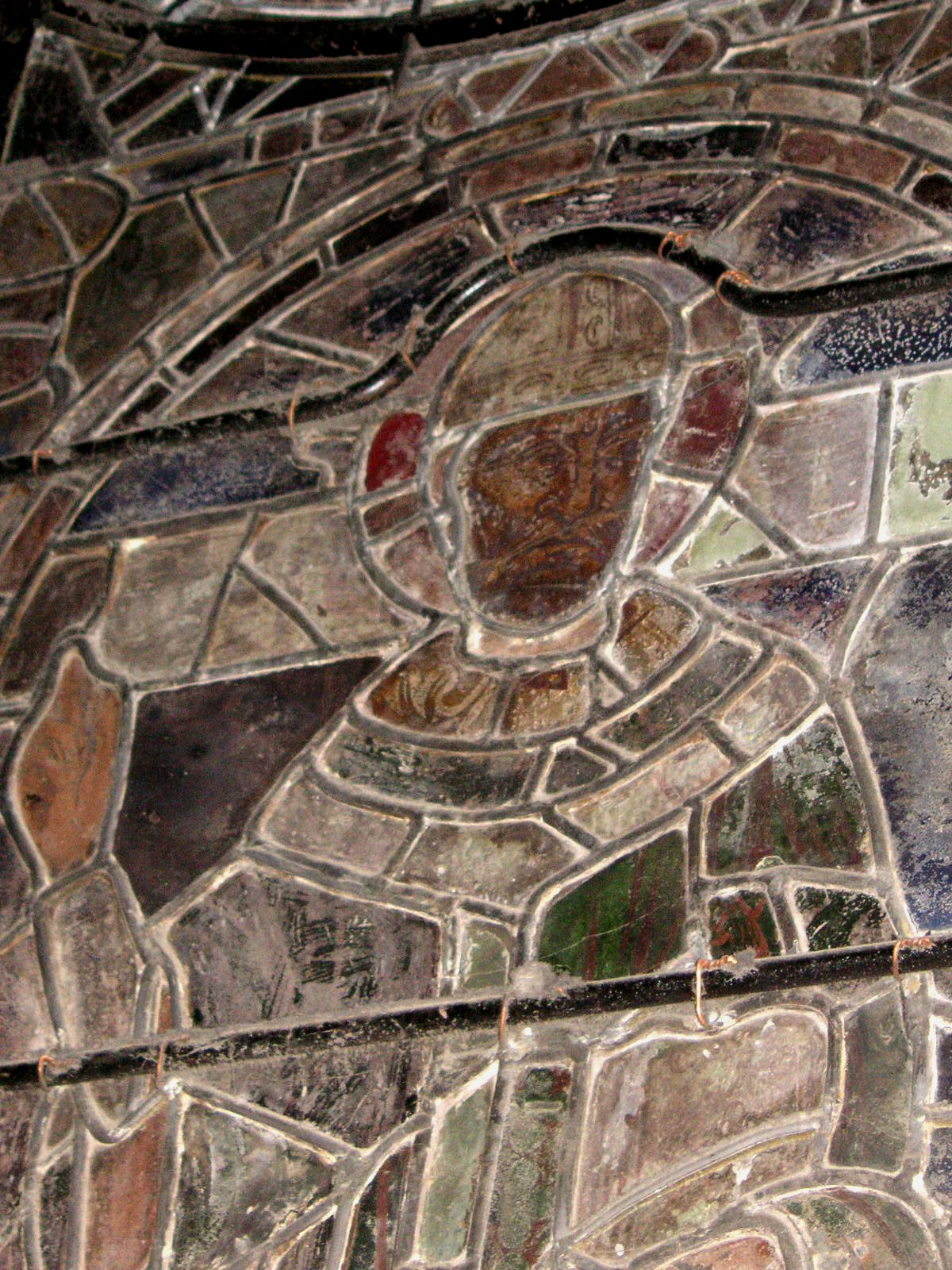
L'image révèle les joints de plomb et la peinture. Détails du panneau de Saint-Thomas Becket, XIIIe, Cathédrale de Canterbury, Angleterre.

### La mise en plomb
Après la cuisson, les pièces de verre sont nettoyées et posées sur le carton (ou patron) au bon emplacement, qui servira de guide pour la mise en plomb.
Le plomb est un matériau très malléable qui permet de suivre les contours de la pièce de verre. Les baguettes de plomb comportent deux rainures ou ailes. Les plomb médiévaux caractéristiques ont une « âme » longue et des « ailes » très courtes. Au XVIe siècle c'est le contraire, le profil d'une baguette ressemble à un H dont l'âme est très fine.
Pour fabriquer les baguettes de plomb, on utilise le moulage. Lors de fouilles archéologiques autour de la basilique Saint-Denis à Saint-Denis (France), on découvrit des moules réservés à cet effet. Il y avait donc un atelier à côté du bâtiment, dévolu aux verriers. À la jonction entre deux baguettes, les artisans pratiquent une soudure, les plombs forment ainsi un réseau solidaire.
À la fin du Moyen Âge, il arrive de trouver des pièces de verre ou de plomb qui ne sont pas reliées au réseau central ; il s'agit d'une monture en chef-d’œuvre, procédé extrêmement difficile à réaliser. On prend une pièce de verre, on fait un trou au milieu pour mettre une étoile par exemple. C'est une opération que les corporations imposaient souvent à leurs élèves comme épreuve devant un jury, pour passer maître. La technique devient fréquente à la fin du XVe siècle, début XVIe siècle.
Un autre procédé est décrit par Théophile, l'insertion d'un morceau de verre ou de pierre précieuse dans une pièce de verre sans plomb en la faisant entrer de force. C'est un procédé très délicat et très rare. Le plus ancien témoin se trouve dans la petite église Saint-Vincent de Chemillé-sur-Indrois (France), du XIIe siècle. Dans le chœur, on peut voir une mise au tombeau, où le corps du Christ est surmonté d'une petite lampe dont la flamme tient sans plomb. L'opération est très risquée au XIIe siècle car on ne connaît pas le découpage du verre par diamant. Un autre exemple est visible dans la cathédrale Saint-Pierre de Ratisbonne (Allemagne), dans les bordures d'un vitrail de 1225-1230.
Une fois le panneau monté et mis en plomb, on passe sur le verre une sorte de mastic liquide avec un chiffon, censé préserver l’œuvre de l'humidité. On brosse ensuite les restes de mastic. S'il pénètre sous les ailes des plombs, on réalise un nettoyage à la sciure, qui n'est pas toujours fait au Moyen Âge.

### Pose des armatures métalliques

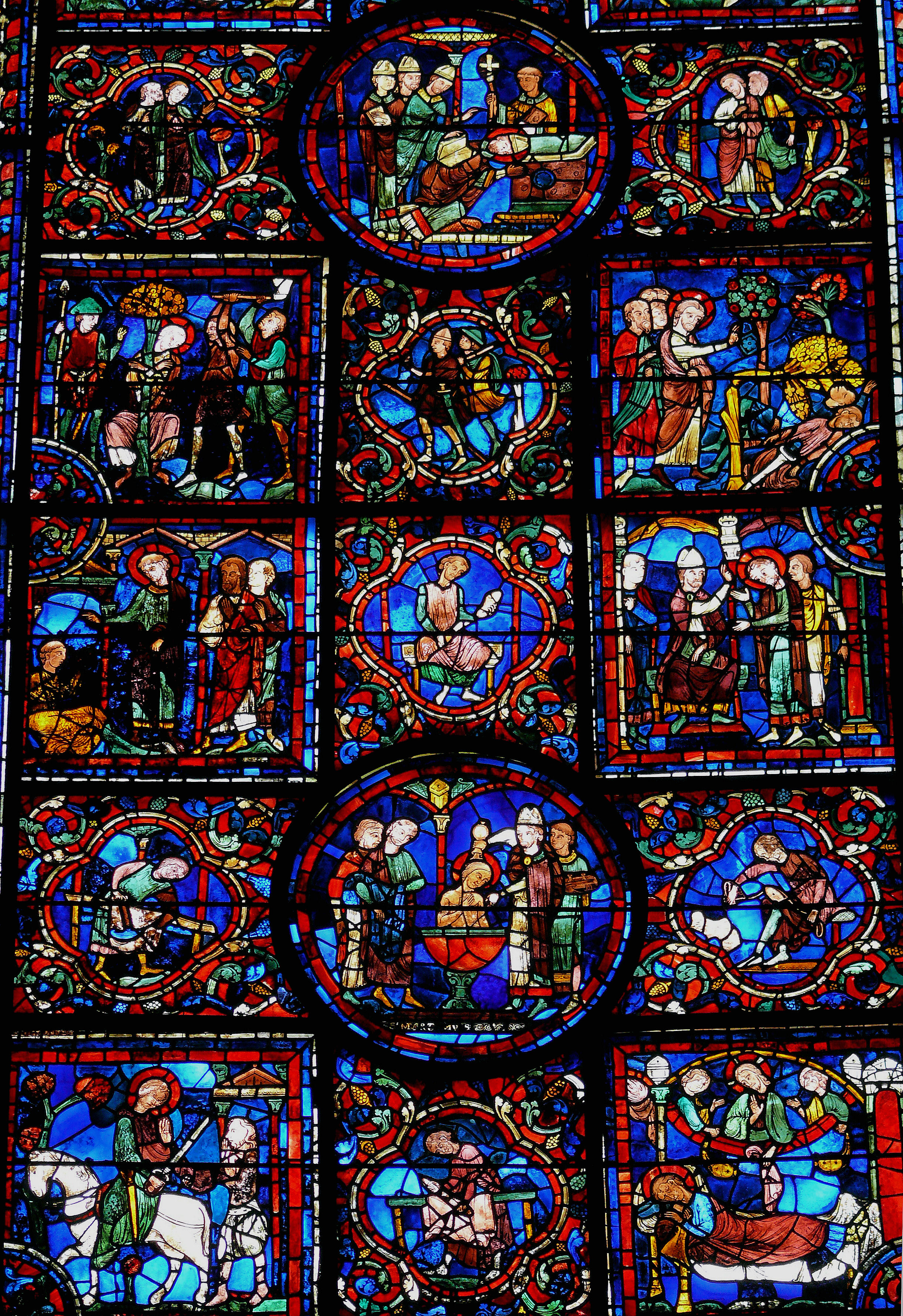
Vitrail de la vie de Saint-Martin, XIIIe siècle. Notre-Dame de Chartres, France.

L'ensemble de la verrière une fois montée n'est pas encore rigide, au Moyen Âge on a besoin de faire une succession de panneaux à réunir avec une armature métallique. Une verrière est ainsi constituée de plusieurs panneaux de verre réunis par une armature de fer que le maître verrier doit commander à un serrurier. Au XIIe siècle, les armatures sont relativement simples, soit carré soit ronde. Avec le temps, la complexité des panneaux s'intensifia. Ceci correspond, outre les critères techniques, à la complexification de la pensée théologique. Dès 1230, on arrive à des compositions très sophistiquées comme à la cathédrale Notre-Dame de Chartres, où la lecture de la verrière se fait en zigzag ou Boustrophédon. C'est un système qui d'ailleurs sera vite abandonné car le sens de la lecture se perd facilement.
Parfois le sens change brutalement pour montrer un retournement dans l'histoire illustrée sur le verre. Toutes les vies de saints à Chartres sont réalisées ainsi, ce qui témoigne que la théologie y était très poussée à cette époque.

### Pose de la verrière et fixation dans la baie
Sur les côtés extérieurs de la baie (fenêtre), on fixe des barlotières. Ce sont des barres métalliques plates épousant la forme des panneaux qu’elles soutiennent. Puis, à l'intérieur des murs, derrière la verrière, on fixe des clavettes sur l'armature métallique, reliées aux barlotières par des feuillards. Ce système est similaire, à plus grande échelle, au procédé de rivetage. Une fois l'ensemble mis en place, on peut retirer un panneau de verre simplement en retirant le feuillard correspondant.